# Барбата
Барбата (італ. Barbata) — муніципалітет в Італії, у регіоні Ломбардія, провінція Бергамо.
Барбата розташована на відстані близько 460 км на північний захід від Рима, 50 км на схід від Мілана, 26 км на південь від Бергамо.
Населення — 718 осіб (2014).
Щорічний фестиваль відбувається 26 серпня. Покровитель — святий Алессандро.

## Демографія
Населення за роками:

Станом на 1 січня 2023 року в муніципалітеті офіційно проживало 96 іноземців з 10 країн, серед них 16 громадян країн Євросоюзу та 6 громадян України.

## Сусідні муніципалітети
- Антеньяте
- Камізано
- Казалетто-ді-Сопра
- Ково
- Фонтанелла
- Іссо